# Masao Uchino
Masao Uchino (Japó, 21 d'abril de 1934 - abans d'abril de 2013)), va ser un futbolista japonès.

## Selecció japonesa
Masao Uchino va disputar 18 partits amb la selecció japonesa.